# Clarke-Medaille
Die Clarke-Medaille wird von der Royal Society of New South Wales (Australien) für herausragende Leistungen in den Naturwissenschaften verliehen.
Die Auszeichnung ist nach dem Geologen William Branwhite Clarke (1798–1878) benannt, einem der Gründer der Gesellschaft.
Die Medaille wurde unabhängig von der Nationalität des Forschers jährlich für in Australien durchgeführte Arbeiten auf den Gebieten Geologie, Botanik und Zoologie vergeben, wobei jede der Disziplinen alle drei Jahre bedacht wurde. Seit 2023 wird sie in Geowissenschaften vergeben.

## Preisträger
- 1878: Richard Owen (Zoologie)
- 1879: George Bentham (Botanik)
- 1880: Thomas Huxley (Paläontologie)
- 1881: Frederick McCoy (Paläontologie)
- 1882: James Dwight Dana (Geologie)
- 1883: Ferdinand von Mueller (Botanik)
- 1884: Alfred Richard Cecil Selwyn (Geologie)
- 1885: Joseph Dalton Hooker (Botanik)
- 1886: Laurent-Guillaume de Koninck (Paläontologie)
- 1887: Sir James Hector (Geologie)
- 1888: Julian Tenison Woods (Geologie)
- 1889: Robert Ellery (Astronomie)
- 1890: George Bennett (Zoologie)
- 1891: Frederick Wollaston Hutton (Geologie)
- 1892: William Turner Thiselton-Dyer (Botanik)
- 1893: Ralph Tate (Botanik und Geologie)
- 1895: Robert Logan Jack (Geologie) und Robert Etheridge junior (Paläontologie)
- 1896: Augustus Gregory (Forschungsreise)
- 1900: John Murray (Ozeanographie)
- 1901: Edward John Eyre (Forschungsreise)
- 1902: Frederick Manson Bailey (Botanik)
- 1903: Alfred Howitt (Anthropologie)
- 1907: Walter Howchin (Geologie)
- 1909: Walter Edmund Roth (Anthropologie)
- 1912: William Harper Twelvetrees (Geologie)
- 1914: Arthur Smith Woodward (Paläontologie)
- 1915: William Aitcheson Haswell (Zoologie)
- 1917: Edgeworth David (Zoologie)
- 1918: Leonard Rodway (Botanik)
- 1920: Joseph Edmund Carne (Geologie)
- 1921: Joseph James Fletcher (Biologie)
- 1922: Richard Thomas Baker (Botanik)
- 1923: Walter Baldwin Spencer (Anthropologie)
- 1924: Joseph Maiden (Botanik)
- 1925: Charles Hedley (Biologie)
- 1927: Andrew Gibb Maitland (Geologie)
- 1928: Ernest Clayton Andrews (Geologie)
- 1929: Ernest Willington Skeats (Geologie)
- 1930: Leonard Keith Ward (Geologie)
- 1931: Robin John Tillyard (Entomologie)
- 1932: Frederick Chapman (Paläontologie)
- 1933: Walter George Woolnough (Geologie)
- 1934: Edward Sydney Simpson (Mineralogie)
- 1935: George William Card (Geologie)
- 1936: Douglas Mawson (Geologie)
- 1937: John Thomas Jutson (Geologie)
- 1938: Henry Caselli Richards (Geologie)
- 1939: Carl Süssmilch (Geologie)
- 1941: Frederic Wood Jones (Zoologie)
- 1942: William Rowan Browne (Geologie)
- 1943: Walter Lawry Waterhouse (Botanik)
- 1944: Wilfred Eade Agar (Zoologie)
- 1945: William Noel Benson (Geologie)
- 1946: John McConnell Black (Botanik)
- 1947: Hubert Lyman Clark (Zoologie)
- 1948: Arthur Bache Walkom (Paläobotanik)
- 1949: Herman Rupp (Botanik)
- 1950: Ian Murray Mackerras (Zoologie)
- 1951: Frank Leslie Stillwell (Geologie)
- 1952: Joseph Garnett Wood (Botanik)
- 1953: Alexander John Nicholson (Entomologie)
- 1954: Edward de Courcy Clarke (Geologie)
- 1955: Rutherford Ness Robertson (Botanik)
- 1956: Oscar Werner Tiegs (Zoologie)
- 1957: Irene Crespin (Geologie)
- 1958: Theodore G. B. Osborn (Botanik)
- 1959: Tom Iredale (Zoologie)
- 1960: Austin Burton Edwards (Geologie)
- 1961: Charles Austin Gardner (Botanik)
- 1962: Horace Waring (Zoologie)
- 1963: Germaine Joplin (Geologie)
- 1964: Joyce Winifred Vickery (Botanik)
- 1965: Mabel Josephine Mackerras (Zoologie)
- 1966: Dorothy Hill (Geologie)
- 1967: Spencer Smith-White (Botanik)
- 1968: Herbert Andrewartha (Zoologie)
- 1969: Samuel Warren Carey (Geologie)
- 1970: Gilbert Percy Whitley (Zoologie)
- 1971: Nancy Tyson Burbidge (Botanik)
- 1972: Haddon King (Geologie)
- 1973: Marshall Davidson Hatch (Botanik)
- 1974: Cecil Hugh Tyndale-Biscoe (Zoologie)
- 1975: Joseph Newell Jennings (Geographie)
- 1976: Lilian Ross Fraser (Botanik)
- 1977: Alec Francis Trendall (Geologie)
- 1978: D. T. Anderson
- 1979: Lawrence Johnson (Botanik)
- 1981: W. Stephenson
- 1982: Noel Charles William Beadle (Botanik)
- 1983: Keith Alan Waterhouse Crook (Geologie)
- 1984: Michael Archer (Paläontologie)
- 1985: Hugh Bryan Spencer Womersley
- 1986: David J. Groves (Geologie)
- 1987: Anthony James Underwood
- 1988: Barry Garth Rolfe (Botanik)
- 1989: John Roberts (Geologie)
- 1990: Barrie Gillen Molyneux Jamieson (Zoologie)
- 1991: Shirley Winifred Jeffrey (Biologie/Botanik)
- 1992: Alfred Edward Ringwood (Geologie)
- 1993: Gordon C. Grigg (Zoologie)
- 1994: Craig Anthony Atkins und Barbara Gillian Briggs (Botanik)
- 1995: Christopher McAuley Powell (Geologie)
- 1996: Klaus Rohde (Zoologie)
- 1997: Charles Barry Osmond (Botanik)
- 1998: Richard Limon Stanton (Geologie)
- 1999: Richard Shine (Zoologie)
- 2000: Sarah Elizabeth Smith (Landwirtschaft)
- 2001: Gordon H. Packham (Geologie)
- 2002: Robert Hill (Botanik)
- 2003: Lesley Joy Rogers (Zoologie)
- 2004: Ian Plimer (Geologie)
- 2005: Mark Westoby (Botanik)
- 2006: Anthony Hulbert (Zoologie)
- 2007: Suzanne O’Reilly (Geologie)
- 2008: Bradley Potts (Botanik)
- 2009: Winston F. Ponder (Zoologie)
- 2010: Kenton Campbell (Geologie)
- 2011: Byron Lamont (Botanik)
- 2012: Marilyn Renfree (Zoologie)
- 2013: William Griffin (Geologie)
- 2014: Robert F. Park (Botanik)
- 2015: Chris Dickman (Zoologie)
- 2016: Simon P. Turner (Geologie)
- 2017: David Keith (Botanik)
- 2018: Emma Johnston (Zoologie)
- 2019: Dietmar Müller (Geologie)
- 2020: Michelle Leishman (Botanik)
- 2021: John Aitken (Zoologie)
- 2022: Andrew Baker (Geologie)
- 2023: Moninya Roughan (Ozeanographie)